# Esjufjöll
Esjufjöll är en nunatak og vulkaner i republiken Island. Den ligger i regionen Austurland, i den sydöstra delen av landet, 260 km öster om huvudstaden Reykjavík. Toppen på Esjufjöll är 1 138 meter över havet, eller 68 meter över den omgivande terrängen. Bredden vid basen är 0,52 km.
Trakten runt Esjufjöll är nära nog obefolkad, med mindre än två invånare per kvadratkilometer. Det finns inga samhällen i närheten. Trakten runt Esjufjöll är permanent täckt av is och snö.